# Cercle francophone de Đà Nẵng
Pour les articles homonymes, voir CFD.

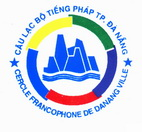
Emblème du CFD

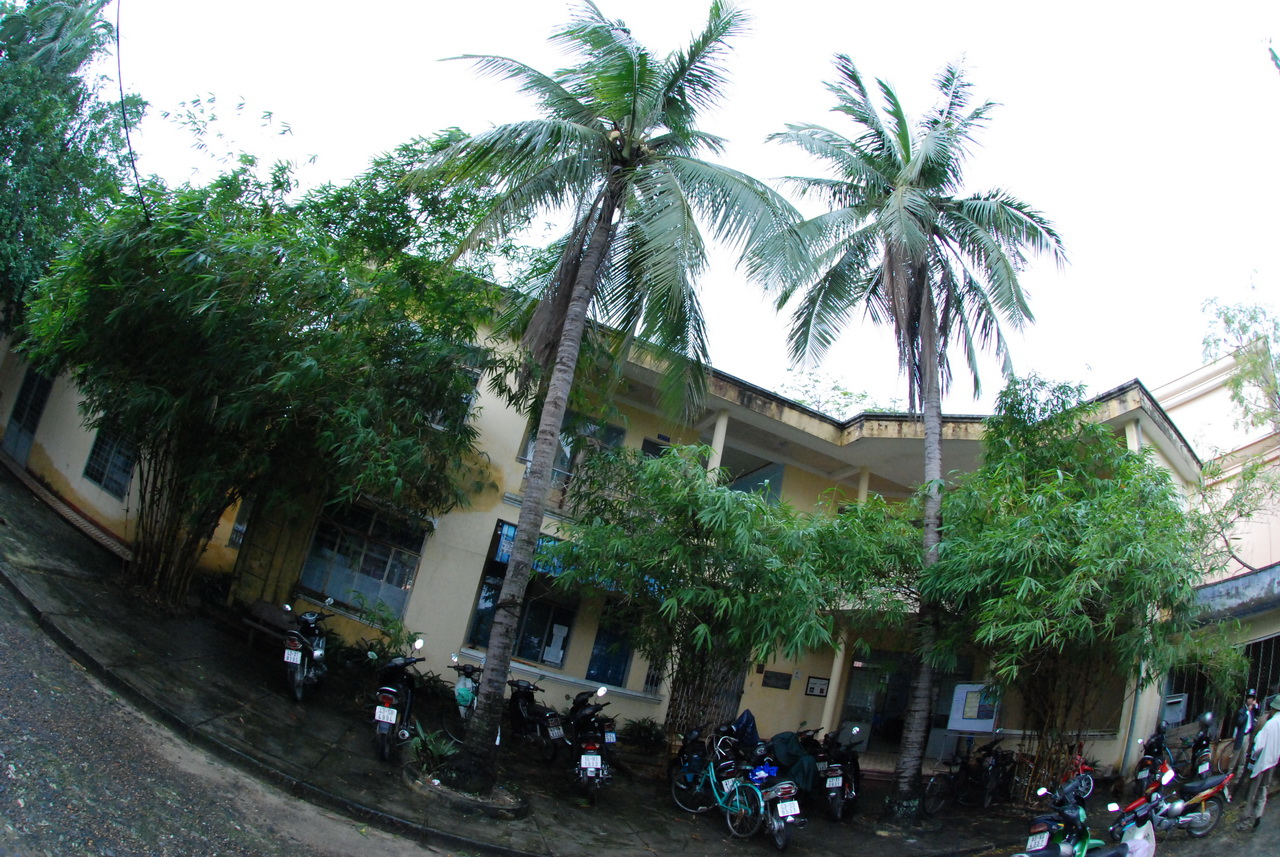
Local du CFD

Le cercle francophone de Đà Nẵng (CFD) est une association culturelle vietnamienne ayant pour objet la promotion de la langue française.

## Historique
Créé le 5 décembre 1991 sous le patronage du Service de la culture et de l'Information, le cercle francophone de Đà Nẵng organise de multiples activités en relation avec le monde francophone au centre du Vietnam. Présidé par Monsieur Nguyen Le Duc Huy (prédécesseur: Monsieur Pham Ngoc Cu), le Cercle compte aujourd’hui plus d’une centaine de membres francophones de tous âges. Des échanges culturels entre étudiants vietnamiens et étrangers issus d’autres pays francophones y sont également organisés. En matière de relations extérieures, le cercle accueille chaque année de nombreux amis francophones, des touristes, des Vietkieus, des ONG (France, du Canada, de Belgique…). Des associations comme « France liberté », « ANAI », « VietnAmitié » apportent des subventions et fournissent une aide matérielle, notamment à travers des dons de livres.

## Emplacement
Le bâtiment du Cercle, situé sur le terrain de la bibliothèque municipale, sur les bords de la rivière, possède deux étages comprenant une salle de lecture (environ 8000 titres), une salle de conférence ainsi qu’une salle destinée aux séances mensuelles d’activités ludiques.